# People Can Fly
People Can Fly (w latach 2013–2015 Epic Games Poland) – polski niezależny producent gier komputerowych istniejący od 2002 roku. 

## Historia
Przedsiębiorstwo zostało założone w lutym 2002 roku przez Adriana Chmielarza, Andrzeja Poznańskiego i Michała Kosieradzkiego.
W sierpniu 2012 w związku z wykupieniem przez Epic Games całości udziałów w spółce, trójka współzałożycieli zdecydowała o odejściu ze studia. 1 listopada 2013 roku studio People Can Fly zmieniło nazwę na Epic Games Poland, stając się częścią koncernu Epic Games.
24 czerwca 2015 roku przedstawiciele Epic Games oraz People Can Fly ogłosili, że studio wraca do swojej pierwotnej nazwy i logo. Przedsiębiorstwo stało się niezależne od Epic Games, zachowało jednak prawa do marki Bulletstorm i ogłosiło prace nad kolejnym, nieujawnionym projektem.
W maju 2018 roku przedstawiciele People Can Fly ogłosili otwarcie dwóch nowych studiów. Jedno z nich powstało w Newcastle w Wielkiej Brytanii, zaś drugie w Rzeszowie. Zespół z Newcastle składa się z byłych pracowników Ubisoft Reflections i Sumo Digital, studio w Rzeszowie zaś z byłych pracowników CI Games.
W czerwcu 2019 roku studio rozszerzyło się o kolejny oddział zlokalizowany w Nowym Jorku. Szefem People Can Fly New York został David Grijns, a stanowisko producenta wykonawczego objął Roland Lesterin. Nowy zespół składa się z 30 osób, pochodzących z takich przedsiębiorstw jak Avalanche Studios, Activision Blizzard, Ninja Theory czy Eidos Montreal.
We wrześniu 2020 roku podano informację, że do końca roku przedsiębiorstwo zadebiutuje na Giełdzie Papierów Wartościowych. Według danych z lipca 2020 studio zatrudniało 250 osób.
W 2020 roku studio rozszerzyło swoją działalność o dwie kolejne lokalizacje. Pierwsze z nich to kanadyjskie studio startupowe zlokalizowane w Montrealu. Wspiera ono nowojorski oddział People Can Fly w pracach nad projektem typu AAA. Drugie studio znajduje się w Łodzi.
18 grudnia 2020 roku studio zadebiutowało na Giełdzie Papierów Wartościowych w Warszawie.
W kwietniu 2021 roku studio People Can Fly przejęło zespół deweloperski Phosphor Games i na jego bazie utworzyło nową spółkę – People Can Fly Chicago. Również w kwietniu 2021 roku studio ogłosiło nabycie 100% udziałów w kanadyjskim studio Game On z siedzibą w Montrealu, Quebec, Kanada.

## Produkcje
Pierwszą produkcją studia była wysoko oceniona przez krytyków strzelanka pierwszoosobowa Painkiller, wydana w kwietniu 2004 roku. Studio nawiązało współpracę z Epic Games, której wynikiem była między innym konwersja gry Gears of War na platformę Microsoft Windows. 20 sierpnia 2007 większość udziałów w spółce zostało zakupione przez Epic Games. Kolejnym dzieckiem People Can Fly była gra Bulletstorm. Grę wydano 22 lutego 2011 na platformy: Microsoft Windows, Xbox 360 i PlayStation 3.
Grze Bulletstorm towarzyszył mały projekt stanowiący parodię gry Call of Duty. Nosił on nazwę Duty Calls.
Studio People Can Fly było zaangażowane w produkcję Gears of War: Judgment.
Studio jest również odpowiedzialne, wraz z Epic Games, za wyprodukowanie gry Fortnite: Save the World.
W maju 2018 podano do wiadomości, że studio pracuje nad stworzeniem wysokobudżetowej gry, której wydawcą będzie Square Enix.
W 2019 roku podczas targów E3 w Los Angeles ujawniono, że nowa strzelanka autorstwa People Can Fly nosi tytuł Outriders i zaprezentowano jej zwiastun.
30 sierpnia 2019 roku na Nintendo Switch zadebiutował port gry Bulletstorm zatytułowany Bulletstorm: Duke of Switch Edition. Gra przeniesiona została na konsolę Nintendo z pomocą ukraińskiego studia Dragon’s Lake Studio i zawiera kampanię dla pojedynczego gracza wraz z rozszerzeniem Duke Nukem’s Bulletstorm Tour.
30 lipca 2020 roku studio zapowiedziało produkcję gry z segmentu AAA. Projekt o nazwie kodowej Dagger powstaje we współpracy z globalnym wydawcą, producentem i dystrybutorem gier wideo Take-Two Interactive Software, Inc. Pracę nad projektem prowadzone są przez nowojorski oddział People Can Fly.